# Секели-Лулофс, Маделон
Магдалена Хермина (Маделон) Секели-Лулофс (нидерл. Madelon Székely-Lulofs; 24 июня 1899, Сурабая — 22 мая 1958, Сантпорт) — нидерландская писательница, переводчица и журналистка, родившаяся в Нидерландской Ост-Индии (ныне Индонезия) и более всего известная как автор «колониальных» романов, в основном изображающей в негативном свете жизнь плантаторов и беднейших слоёв населения колонии.
Была старшей дочерью в семье Клааса Лулофса и Сары Дейкместер, родилась в отеле Ориндж в городе Сурабая на Яве, в то время части Голландской Ост-Индии. Семьи обоих её родителей были родом из Девентера. Её отец был государственным служащим, поэтому семья часто переезжала с места на место. Какое-то время они жили на Новой Гвинее, где её отец был резидентом, позже жили в провинции Ачех, а затем в небольшом военном гарнизоне. С 1913 и 1915 годы Маделон жила в Девентере с бабушкой и обучалась в местной женской гимназии.
С 1917 по 1926 год она была замужем за работником каучуковой плантации из султаната Дели Хендриком Доффенгисом. В браке у них родились две дочери, Мэри Мод и Кристина (Тинеке). Вскоре Маделонн начала писать рассказы и познакомилась с другим писателем, венгерским эмигрантом, работавшим на одной из местных плантаций, по имени Ласло Секели, и влюбилась в него; впоследствии он помогал с публикацией её работ в газете, выходившей на Суматре. Узнав об их связи, Доффенгис на год отослал жену вместе с дочерьми в Австралию, но, вернувшись через год, Модален продолжила отношения с Ласло. В 1926 году она развелась с Доффенгисом и вышла замуж за Секели. Бракосочетание состоялось в Венгрии и вызвало скандал в яванском обществе. В браке с ним в 1929 году она родила дочь, Клотильду Мальвину.
В 1927 году пара переехала на Суматру, где Секели получил работу на той же плантации, где когда-то работал первый муж Модален, Доффенгис, а Секели-Лулофс занялась написанием статей, публиковавшихся в журнале Groot Nederland. Однако жизнь на Суматре их не устроила, поэтому в 1930 году пара уехала в Будапешт. В 1931 году состоялся её дебют в качестве романистки — был выпущен роман «Rubber» («Каучук»). Он сразу стал бестселлером, во многом благодаря обрушившейся на него лавине критики. Роман был переведён на пятнадцать языков, включая английский, немецкий, французский, шведский, датский, финский, чешский, венгерский, малайский и испанский. Книга была экранизирована (1936) Йоханом де Местером и Жераром Рюттеном. Этот и последующие романы Секели-Лулофс давали правдивую картину жизни плантаторов и кули в Голландской Ост-Индии. Именно по этой причине в самой Голландской Ост-Индии книга была принята плохо.
В 1930 году семья переехала в Венгрию. Оба супруга переводили — иногда работая совместно — многие венгерские романы на голландский язык, в том числе произведения Кассака, Кёрменди, Фёльди, Мараи и Васари. В 1938 году семья поселилась в доме в Сантпорте. Перед немецким вторжением в Нидерланды во время Второй мировой войны, однако, Секели в 1938 году уехал в Венгрию — по состоянию здоровья, но также и потому, что, будучи евреем, не хотел ставить под угрозу своих жену и ребёнка. Секели-Лулофс активно участвовала в Движении сопротивления, была курьером и находилась на подпольной работе. Её муж пережил войну, но не смог увидеть вновь свою жену. Незадолго до планов вновь отправиться в Нидерланды, он умер 14 апреля 1946 года от сердечного приступа.
Секели-Лулофс продолжила заниматься журналистикой, её статьи публиковались в De Groene Amsterdammer, Elseviers Weekblad, Margriet и других журналах; в последнем печатался фельетон её авторства. В сороковые годы появились несколько новых её книг, но все они были переводами. Она переводила с немецкого, английского (в том числе произведения Перла Бака) и венгерского — Жолта Харсаньи и Жолана Фёлдерса, весьма популярных писателей в 1950-е годы. 22 мая 1958 года она умерла в возрасте 58 лет в магазине от сердечного приступа.
22 мая 2008 года в издательстве «Atlas» вышла первая биография Маделон Секели-Лулофс под заглавием «Tumult» авторства Франка Оккера. В 2005 году был опубликован биографический роман о ней, «Madelon. Het verborgen leven van Madelon Székely-Lulofs» (авторства Кестера Фрерикса).